# We Steal Secrets: Die WikiLeaks Geschichte
We Steal Secrets: Die WikiLeaks Geschichte ist ein Dokumentarfilm des Regisseurs Alex Gibney aus dem Jahr 2013. Der Film behandelt die Entstehung der von Julian Assange gegründeten Enthüllungsplattform WikiLeaks und verknüpft diese mit der Lebensgeschichte des US-amerikanischen Soldaten Bradley Manning, der im Mai 2010 unter dem Verdacht verhaftet wurde, Videos und Dokumente kopiert und diese WikiLeaks zugespielt zu haben.

## Inhalt
Der 1989 aufgetauchte Computerwurm „WANK“, der das Netzwerk der NASA angriff, wird als Werk australischer Hacker, darunter Julian Assange, dargestellt. Der Film zeigt dann die weitere Entwicklung Assanges bis zur Gründung von Wikileaks im Jahr 2006, sowie den wesentlichen Veröffentlichungen von WikiLeaks wie die der Dokumente der isländischen Kaupthing Bank (2009) oder Berichte über toxische Abfälle in der Elfenbeinküste (2009).
Ein zentrales Thema stellen die Enthüllungen der Luftangriffe in Bagdad vom 12. Juli 2007 dar, bei denen etwa zwölf Personen getötet wurden. Der angeblich für die Veröffentlichungen verantwortliche PFC Bradley Manning vertraute sich dann in einem Chat dem Informanten Adrian Lamo an. Lamo informierte den US-Staatsschutz, der Manning am 26. Mai 2010 festnahm.
Nachdem die schwedischen Behörden im Herbst 2010 Vergewaltigungsvorwürfe gegen Julian Assange erhoben hatten, prüfte Großbritannien eine Auslieferung Assanges an Schweden. Nachdem alle rechtlichen Mittel gegen eine Auslieferung an Schweden ausgeschöpft waren, floh Assange im Juni 2012 in die Botschaft Ecuadors in London und bat dort um politisches Asyl, das im August 2012 bewilligt wurde. Seither lebt der WikiLeaks-Gründer in der ecuadorianischen Botschaft.

## Rezeption
Der Film erhielt seitens der Kritiker überwiegend positive Rückmeldungen. So weist Rotten Tomatoes bei 81 Kritiken eine Durchschnittswertung von 91 % aus; 75 % der Besucher bewerteten den Film positiv. Metacritic weist auf Basis von 20 Kritiken eine Durchschnittswertung von 76 % aus sowie eine durchschnittliche Nutzerbewertung von 6,5 von 10 Punkten. So urteilte der Kritiker Thomas Zimmer:

„Wie so oft, wenn Dokumentarfilmer versuchen, komplexe Sachverhalte aufzuklären, so sind es auch im Falle von We Steal Secrets – Die WikiLeaks Geschichte nicht ausschließlich die allgemeinen Fakten, sondern vor allem die beteiligten Individuen, welche die Geschichte letztendlich zum Leben erwecken.“

Julian Assange, der mit der Art seiner Darstellung im Film nicht einverstanden war, versah das Drehbuch mit eigenen Anmerkungen und Gegendarstellungen, um diese Version seinerseits im Internet zu veröffentlichen.